# Lámut
Lámut es un municipio filipino de cuarta categoría perteneciente a  la provincia de Ifugao en la Región Administrativa de La Cordillera.

## Geografía
Tiene una extensión superficial de 159.65 km² y según el censo del 2007, contaba con una población de 22.109 habitantes y 3.654 hogares; 23.088 habitantes el día primero de mayo de 2010

### Barangayes
Lámut se divide administrativamente en 18  barangayes o barrios, 16  de  carácter rural, los dos correspondientes a la Población, Este y Oeste, urbanos.
| - Ambasa - Bimpal - Hapid - Holowon - Lawig | - Lucban - Mabatobato - Magulon - Nayon - Panopdopan | - Payawan - Pieza - Población (Lámut del Este) - Población (Lámut del Oeste) - Pugol (Reserva de Ifugaos) | - Salamague - Sanafe - Umilag |

## Historia
En el año de  1959, los barrios of Lámut, Mabatobato, Lawig, Panopdopan, Magulon, Peiza, Payawan, Nayon, Halog, Pulaan, Dilan, Pangka, Hapid, Bulao, Allupapan, Pugol y Salamagui, pertenecientes hasta entonces al término municipal de Kiangan se segregan para formar el nuevo municipio de Lámut.
Posteriormente se crean 4 barangay, a saber: Mabatobato, Payawan, Nayon y Panopdopan.
Su primer alcalde fue Guinid Tuguinay que  fue sustituido  Alberto Puguon en 1963. Le siguieron:
- Alberto Bunoan, Sr, de enero 1964 a diciembre de 1967.
- Angelito Guinid, de enero 1968 al 24 de noviembre de  1976.
- Gregorio Kitong, hasta enero de 1986.
- Lynda Bongyo-Chaguile, la primera mujer, hasta 1998.

En la actualidad su alvcalde es Francis P. Tenenan, Sr.